# Korbava vára
Korbava vára (horvátul: Kaštel Krbava), egy középkori várhely Horvátországban, a Lika-Zengg megyei Udbina határában. 

## Fekvése
Korbava vára az Udbina-Visuć út jobb oldala felett emelkedő 860 méter magas Kalaura nevű hegy tetején állt.

## Története
A korbáviai zsupánságot még a honfoglaló horvát törzsek alapították. Később a Gusić család uralma alá tartozott. Központja Korbava vára körül alakult ki a középkorban "civitas Corbaviae" néven mint erődített település a korbáviai grófok székhelye. 1185 és 1460 között a korbávai püspökség székhelye. Korbava neve először Dmitar Zvonimir horvát király idejében 1078-ban tűnik fel Desimir korbáviai gróf említésével, majd 1100 körül egy krk-szigeti glagolita okiraton említik Desilo korbáviai grófot. Az 1185-ben alapított korbáviai püspökség fennhatósága Likán kívül Novigrad, Plaški, Drežnik és Modrus területére is kiterjedt. 1460-ban a püspökség a török veszély elől Modrusra költözött. A Kalaura-dombon ma is láthatók a püspökség egykori székesegyházának tekintélyes romjai. 1493-ban Udbina közelében a korbávmezei csatában a Hadum Jakub pasa vezette török hadak Derencsényi Imre horvát bán szlavón-horvát seregét teljesen szétverték. A csatában a fővezérrel együtt esett el a horvát nemesség színe-java, a csatatéren mintegy tízezer keresztény halott maradt. 1527-re kihasználva a mohácsi csata utáni zűrzavart és a horvát nemesség megosztottságát a törökök teljesen megszállták Lika és Korbava területét. A vár jó néhány közeli várhoz hasonlóan még a középkorban elpusztult. A vár pusztulását mindenképp 1460, a püspökség Modrusra költözésének időpontja előttre teszik. Feltételezhető, hogy pusztulását török támadás okozta.

## A vár mai állapota
Ma a Kalaurán a falaknak csak csekély maradványait találjuk. A vár alakjára csak a terep domborzata és a korabeli rajzok alapján következtethetünk. A korbavai várnak helyet adó sziklán, jelenleg egy formás, de teljesen új építésű kilátó látható. A kilátó építése során, azonban a szirttetőn található csekély maradványokat is megsemmisítették. 